# Tricky Lofton
Lawrence Ellis Lofton, bijgenaamd Tricky Lofton (Houston, 28 mei 1930 – San Francisco, 15 december 1993), was een Amerikaanse trombonist in de blues, vroege rhythm & blues en jazz.

## Loopbaan
Lofton werd beïnvloed door onder meer Kid Ory en J. J. Johnson. In de jaren zestig nam hij met trompettist Carmell Jones een album op, 'Brass Bag', met onder meer drummer Ron Jefferson en arrangementen van Gerald Wilson. Tevens speelde hij mee op opnames van jazzorganist Richard "Groove" Holmes, Jon Hendricks, Bill Berry en Joe Liggins.
Hij overleed in 1993 op 63-jarige leeftijd.

## Discografie
- Brass Bag Pacific Jazz, 1962

- Biblioteca Nacional de España: XX5448107
- Catàleg d'autoritats de noms i títols de Catalunya: 981058515978706706
- Gemeinsame Normdatei: 134764382
- International Standard Name Identifier: 0000 0000 5553 1563
- Library of Congress Control Number: no98058086
- Virtual International Authority File: 56227678
- WorldCat: E39PBJtrY4XPxcVqRP34P3BgKd